# Sittard
Sittard – holenderskie miasto liczące 36 960 mieszkańców (styczeń 2005 roku). Wspólnie z miastem Geleen i kilkoma mniejszymi miejscowościami tworzy jednostkę administracyjną (nl. Gemeente) o nazwie Sittard-Geleen.
Pierwsza wzmianka o miejscowości Sittard pojawiła się w 1157 roku. Sittard otrzymało prawa miejskie w roku 1243, gdy należało do księstwa Limburgii. W roku 1400 zostało sprzedane księstwu Jülich, w którego rękach pozostawało do 1794 roku, kiedy to księstwo Jülich dostało się w ręce Francuzów. Sittard było małą twierdzą, w znacznej części zniszczoną w 1677 roku podczas wojny Francji z koalicją. Po klęsce Napoleona miasto po ostatecznej likwidacji księstwa Jülich weszło w skład Holandii, oprócz lat 1830–1839, kiedy dołączyło do powstania belgijskiego.

## Transport
W mieście znajduje się stacja kolejowa Sittard.

## Sport
- Fortuna Sittard – klub piłkarski
- Mistrzostwa Świata w Lekkoatletyce 1980

## Urodzeni w Sittard
- Demi Schuurs – holenderska tenisistka
- Wim Hof – rekordzista, ekstremalny sportowiec

## Współpraca
Miejscowość parnerska:
- Hasselt, Belgia